# Leah Rachel Yoffie

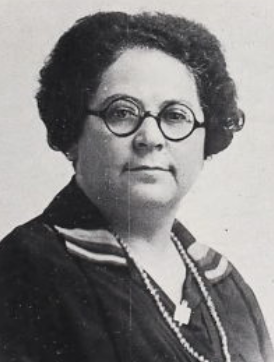
Leah Rachel Yoffie, 1927

Leah Rachel Clara Yoffie (* 15. April 1883 in Dnipro, Russland, heute Ukraine; † 9. Mai 1956 in Clearwater, Pinellas County, Florida, USA) war eine russisch-amerikanische Autorin, Volkskundlerin und Hochschullehrerin.

## Leben und Werk
Yoffie wurde in Dnipro in der heutigen Ostukraine als Tochter von Abraham Yoffie geboren. Sie zog 1891 mit ihrer Familie in die Vereinigten Staaten, wo sie 1909 eingebürgerte Staatsbürgerin wurde. Sie besuchte Abendkurse in New York City und erwarb 1911 einen Bachelor-Abschluss an der Washington University in St. Louis. Sie erhielt dann einen Master-Abschluss in Politikwissenschaften an der University of Pennsylvania. Sie unterrichtete von 1915 bis 1931 Englisch an der Soldan High School in St. Louis. In den frühen 1920er Jahren war sie an der Organisation des ersten Kurses in Staatsbürgerkunde für das öffentliche Schulsystem von St. Louis beteiligt.
1942 promovierte sie in Englisch an der University of North Carolina mit der Dissertation: Creation, the angels, and the fall of man in Milton’s Paradise lost and Paradise again and in the work of SirRichard Blackmore. Von 1944 bis 1949 unterrichtete sie als Professorin für Anglistik und Politikwissenschaften am Cottey College in Nevada.
Sie unternahm 6 Reisen nach Europa und Palästina und sprach häufig öffentlich über ihre Ansichten über europäische Angelegenheiten und den Zionismus. Ihre Werke erschienen in überregionalen Zeitschriften wie The Nation, Contemporary Verse und Kaleidoscope. 1926 wurden ihre gesammelten Gedichte in St. Louis unter dem Titel Dark Altar Stairs veröffentlicht. Im Ruhestand veröffentlichte sie Artikel zu volkskundlichen Themen.
Sie zog 1955 nach Florida und starb 1956 im Alter von 73 Jahren in Clearwater. Sie hinterließ ihren Nachlass von über 14.000 US-Dollar der Jewish Federation of St. Louis zur Finanzierung von Stipendien.

## Veröffentlichungen (Auswahl)
- 1913: Ad Gloriam[6]
- 1913: The Immigrant[7]
- 1916:  Russia[8]
- 1920: A Cry of the Foreign Born
- 1920: A Prayer for the Great White Fast
- 1920: Faith
- 1922: Sarah Miriam Goes to College
- 1923: Reb Sholom Dovid
- 1923: A Voice
- 1924: The Lost Vision
- 1926: Dark Altar Stairs
- 1929: Poems of Palestine[9]